# Sjoerd Kuperus
Sjoerd Kuperus (Den Burg (Texel), 10 februari 1893 – Koudum (Friesland), 4 juli 1988) was een Nederlands kunstenaar, hij was tekenaar, etser, lithograaf, boekbandontwerper en ontwerper van ex libris.
Als kind maakte hij op Texel, waar hij werd geboren als een zoon van een dominee, al kennis met de bekende natuurvorser Jac. P. Thijsse die een vriend van de familie Kuperus was. Ongeveer in 1905 ging Sjoerd naar Den Haag en deed daar toelatingsexamen voor het gymnasium om kort daarna naar het gymnasium in Alkmaar te gaan, waar hij in de vierde klas deze school verliet.
Na twee kantoorbaantjes in Amsterdam en Haarlem, ging hij uiteindelijk naar de Tekenschool van Feith in Amsterdam en kreeg ook lessen van Albert Hahn sr. Tussen 1923 en 1925 was hij leerling van Anton Molkenboer en J.J. Jurres aan de Rijksakademie van beeldende kunsten in Amsterdam.
Na deze leerperiode, die hij met goed succes afsloot kreeg hij contact met de kunstenaar Richard Roland Holst die veel waardering voor zijn werk had.
Na zijn huwelijk in 1928 maakte hij veel werk voor uitgeverijen en tijdschriften. Hij maakte ook reclame-werk en ontwierp een aantal boekbanden. Door de jaren heen maakte hij veel van zijn werk op Texel en in de Amsterdamse dierentuin Artis waar hij dieren én publiek met de tekenstift vereeuwigde. Ook trok hij er regelmatig op uit om aan de Amstel te werken en hij maakte een aantal impressies van de Albert Cuypmarkt in de hoofdstad.
Het merendeel van zijn werk bestaat uit tekeningen van dieren, vogels en de vrije natuur, die dan ook in tientallen boeken en tijdschriften werden afgedrukt.
In 1964 vertrok het echtpaar Kuperus uit Amsterdam om zich in Koudum in Friesland te vestigen. Kuperus bereikte de hoge leeftijd van 95 jaar.
In het Amsterdamse gemeentearchief omvat de collectie van Kuperus bijna 375 tekeningen, voornamelijk schetsen, uit de periode 1919-1975.
Andere collecties tekeningen uit zijn omvangrijke nalatenschap bevinden zich in het Theater Instituut Nederland en het Rijksprentenkabinet in Amsterdam, het Drents Museum te Assen, Teylers Museum te Haarlem, het Fries Museum en het Fries Natuurmuseum te Leeuwarden, en het Maritiem- en Juttersmuseum te Oudeschild op Texel.